# Vampyrognathia minor
Vampyrognathia minor är en djurart som tillhör fylumet käkmaskar, och som beskrevs av Wolfgang Sterrer 1998. Vampyrognathia minor ingår i släktet Vampyrognathia och familjen Onychognathiidae. Inga underarter finns listade i Catalogue of Life.